# Вольфхальден
Вольфхальден (нем. Wolfhalden) — коммуна в Швейцарии, в кантоне Аппенцелль-Ауссерроден.
Население составляет 1728 человек (на 31 декабря 2006 года). Официальный код — 3038.

## История
Лутценберг, Хайден и Вольфхальден первоначально входили в состав одного муниципалитета под названием Курценберг. Около 1650 года Хайден и Вольфхальден не смогли договориться о контроле над местной церковью. Это привело к созданию церквей в каждой деревне в 1652 году, что сделало их независимыми. В 1658 году Курценберг был разделен на три отдельных муниципалитета вопреки правительству кантона; их границы были официально установлены в 1666—1667 годах.

## География
Вольфхальден (по состоянию на 2006 год) имеет площадь 7 км². Из этой площади 58 % используется в сельскохозяйственных целях, в то время как 30,5 % покрыто лесами. Из остальной части земли 11,4 % заселено (здания или дороги), а остальная часть (0,1 %) непродуктивна (реки, ледники или горы).

## Демография
Население Вольфхальдена (по состоянию на 2008 год) составляет 1719 человек, из которых около 11,3 % составляют иностранные граждане. За последние 10 лет численность населения сократилась на 4,3 %. Большая часть населения (по состоянию на 2000 год) говорит на немецком языке (94,4 %), на втором месте по распространенности — сербохорватский (1,0 %), на третьем — итальянский (0,9 %).
По состоянию на 2000 год гендерное распределение населения составляло 51,2 % мужчин и 48,8 % женщин. Распределение по возрасту, по состоянию на 2000 год, в Вольфхальдене составляет: 138 человек или 8,2 % населения в возрасте от 0 до 6 лет, 197 человек или 11,7 % — 6-15 лет, 90 человек или 5,3 % — 16-19 лет. Из взрослого населения 70 человек или 4,1 % населения в возрасте от 20 до 24 лет, 483 человека или 28,6 % — 25-44 года, 428 человек или 25,3 % — 45-64 года, 211 человек, или 12,5 % населения в возрасте от 65 до 79 лет, и 72 человека, или 4,3 %, старше 80 лет.
На федеральных выборах 2007 года СДПШ получила 65,1 % голосов.
Уровень безработицы в Вольфхальдене составляет 1,8 %.